# Гимназия № 1 (Ишимбай)
Гимназия № 1 (ранее — школа № 1) — среднее общеобразовательное учебное заведение повышенного уровня города Ишимбая Республики Башкортостан Российской Федерации.
Официальное наименование: МБОУ «Гимназия № 1» г. Ишимбая муниципального района Ишимбайский район Республики Башкортостан.

## История
В 1933 году в посёлке нефтяников Ишимбае появилась фабрично-заводская семилетка. Она располагалась в саманном здании барачного типа. Впоследствии на её базе стала функционировать средняя школа № 1.
В память о погибших в годы Великой Отечественной войны в 1998 году при поддержке начальника НГДУ «Ишимбайнефть» В. П. Давыдова на территории гимназии была воздвигнута стела. Её изготовили из камня и металла работники ремонтно-механического и строительно-монтажного цехов НГДУ «Ишимбайнефть». Эскиз разработал городской художник Г. П. Немчинов.
Во время войны в здании школы находились эвакогоспитали № 2606 (1941—1943) и № 5920 (1944—1946). Однако занятия не прекращались. Классы переехали в помещения культбазы (через дорогу от школы) и средней школы № 2.
С 1992 года школа начала развиваться как инновационное учебное заведение. Инициатива изменения статуса принадлежала директору средней школы № 1 Раисе Окользиной. С именем её преемника — Сергея Дунина — связаны такие новые явления в жизни гимназии, как летние предметные школы и начало сотрудничества с вузами Башкортостана (Стерлитамакская государственная педагогическая академия имени Зайнаб Биишевой, Уфимский государственный нефтяной технический университет и др.). При директоре Наталье Пинчук появилась возможность работать и с российскими вузами (Высшая школа экономики).
В гимназии издаётся газета «Большая перемена», работает клуб ЮНЕСКО, научное общество учителей и учащихся, развивается КВН-движение.